# Петсамо-Хиркенеска операция
Петсамо-Хиркенеската операция е операция на Червената армия срещу Вермахта, извършена през 1944 г. в северните части на Финландия и Норвегия. Операцията разбива немските войски в Арктика и ги кара да отсъпят в Норвегия, поради което е наречена „десетият удар“ на Сталин. Тя също и освобождава северната част от Норвегия от немска окупация и превзема никеловите мини в Петсамо (Печенга).

## Ситуация
След провала на немската операция „Сребърна лисица“ през лятото на 1941 г. има малко военни действия на арктическия фронт. Лошото време и малкото доставки правят трудно, дори невъзможно, да се изпълняват мащабни военни операции. Въпреки притесненията по отношение на сухопътната война в региона, Арктика има океан, в който може да се осигури добър гръб. Голяма немска войска се поддържа в областта, за да охранява важните финландски никелови мини в Петсамо, чиято продукция е от голямо значение за германското производство на брони, и да пази северните брегове на Норвегия от съюзнически десанти.
След примирието между Съветския съюз и Финландия на 4 септември 1944 г. финландското правителство се съгласява да изгони останалите немски войски от територията си до 15 септември. По време на отсъплението на немската 20-а планинска армия, наречено Операция „Бирке“ главното командване на Вермахта взема решение за пълно изтегляне от Северна Норвегия и Финландия (операция „Северна светлина“). Докато нацистите се подготвят за отсъплението, Карелският фронт започва операцията.

## Подготовка
След успешните операции по целия съветски фронт, Ставката решава да разбие немските сили в Арктика в края на 1944 г. Операцията ще се извърши чрез събиране на Карелския фронт под командването на Кирил Мерецков и Северния флот, командван от адмирал Арсений Головко. Основните военни действия са извършени от 14-а армия, която е в Арктика от началото на войната.

## Операцията
Операцията може да бъде разделена на три фази: превземането на немската позиция, гонитбата към Хиркенес и битката за Хиркенес заедно с последвалата гонитба на юг. По време на операцията има няколко десанта, изпълнени от съветските морска пехота и армия.

## Последици
Операцията завършва с убедителна победа за Червената армия. Съветският командир Мерецков е произведен в чин маршал на Съветския съюз и командва атаката на Червената армия в контролираната от Япония Манджурия през август 1945 г.
Петсамо-Хиркенеската операция е последната успешна операция в Арктика. Тя е изучавана често от специалисти (особено от Червената армия) по тази причина.